# MTV Movie Awards 2003
Vyhlášení amerických filmových cen MTV 2003 se uskutečnilo 31. května 2003 ve Shrine Auditorium v Los Angeles v Kalifornii. Moderátorem ceremoniálu byli Seann William Scott a Justin Timberlake.

## Moderátoři a vystupující

### Moderátor
- Seann William Scott
- Justin Timberlake

### Hudební vystoupení
- Pink – „Feel Good Time“
- 50 Cent – „In Da Club“/„Wanksta“
- Tatu – „All The Things She Said“/„Not Gonna Get Us“

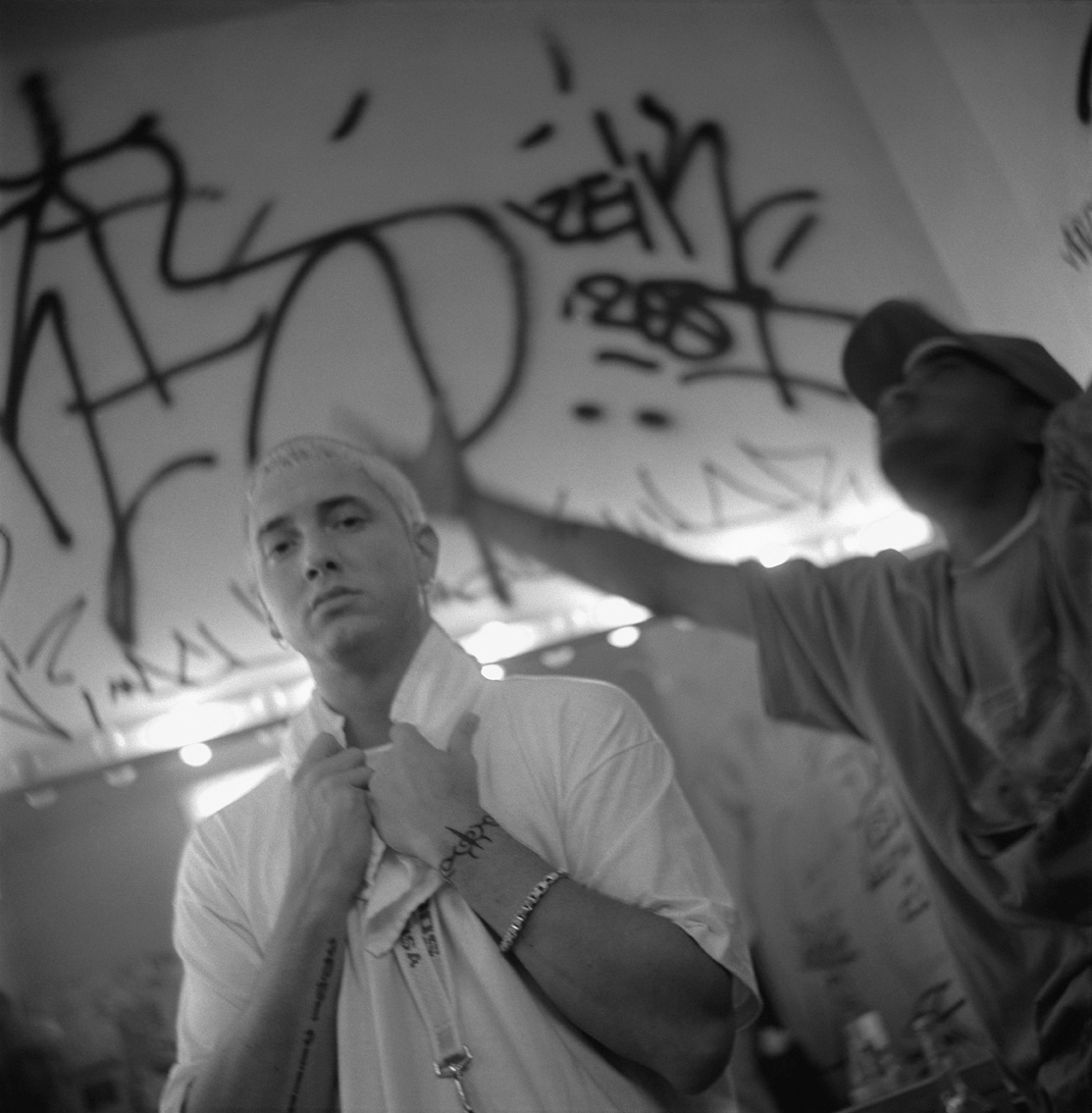
Eminem, vítěz v kategorii nejlepší herec a objev roku (muž)

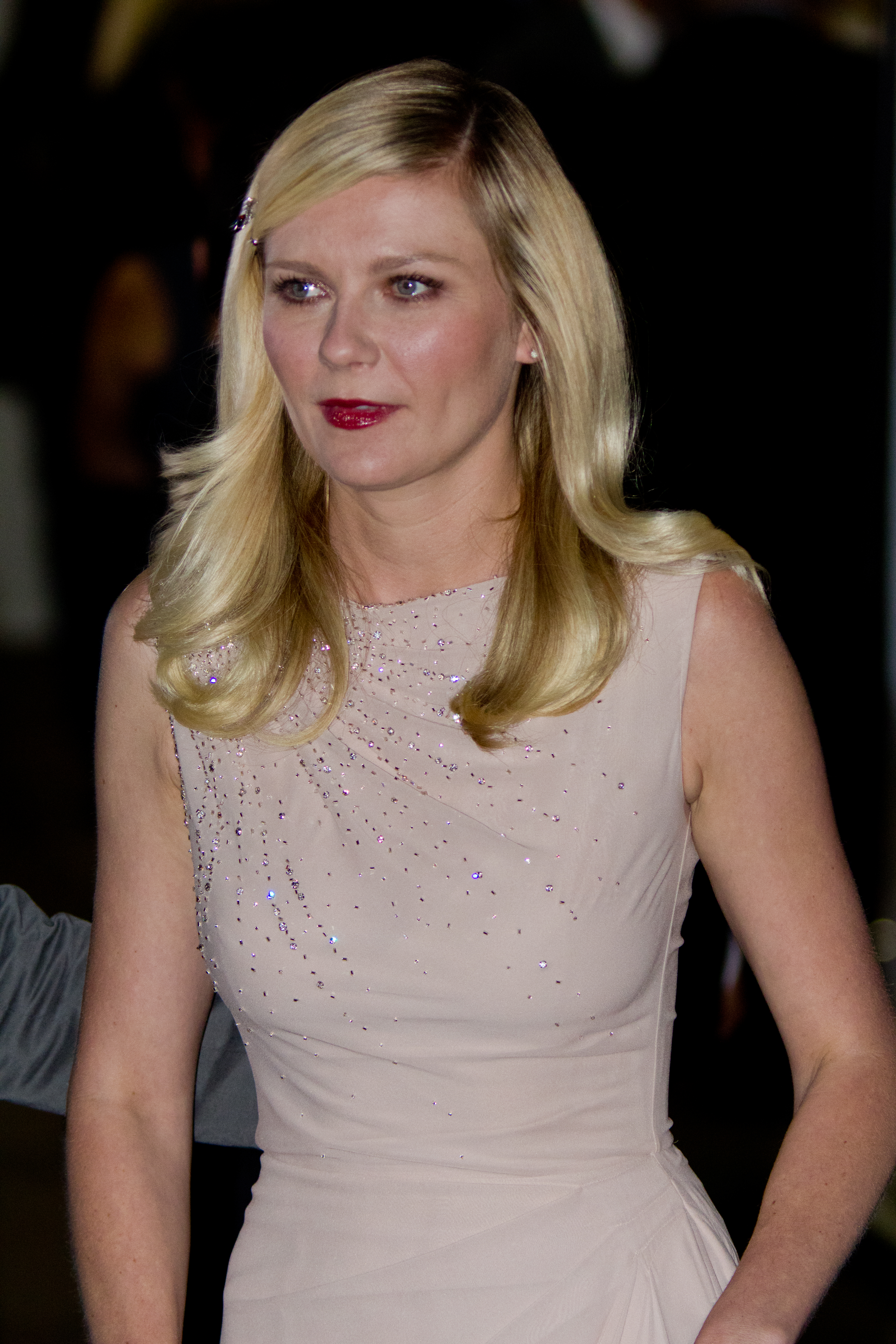
Kirsten Dunst, vítězka v kategorii nejlepší herečka a nejlepší polibek

## Nominace a ocenění
| Film roku | Film roku |
| --- | --- |
| Pán prstenů: Dvě věže - Holičství - 8. míle - Kruh - Spider-Man | |
| Nejlepší herec | Nejlepší herečka |
| Eminem – 8. míle - Vin Diesel – XXX - Leonardo DiCaprio – Chyť mě, když to dokážeš - Tobey Maguire – Spider-Man - Viggo Mortensen – Pán prstenů: Dvě věže | Kirsten Dunst – Spider-Man - Halle Berryová – Dnes neumírej - Kate Hudson – Jak ztratit kluka v 10 dnech - Queen Latifah – Chicago - Reese Witherspoonová – Holka na roztrhání                                                       |
| Objev roku: muž | Objev roku: žena |
| Eminem – 8. míle - Nick Cannon – Rozjeď to! - Kieran Culkin – Igby - Derek Luke – Příběh Antwona Fishera - Ryan Reynolds – Sexy párty | Jennifer Garnerová – Daredevil - Kate Bosworth – Osudové léto - Maggie Gyllenhaal – Sekretářka - Eve – Holičství - Beyoncé – Austin Powers – Goldmember - Nia Vardalos – Moje tlustá řecká svatba                                    |
| Nejlepší tým | Nejlepší zloduch |
| Elijah Wood, Sean Astin a Glum – Pán prstenů: Dvě věže - Kate Bosworth, Michelle Rodriguez a Sanoe Lake – Osudové léto - Jackie Chan a Owen Wilson – Rytíři ze Šanghaje - Will Ferrell, Vince Vaughn a Luke Wilson – Mládí v trapu - Johnny Knoxville, Bam Margera, Steve-O a Chris Pontius – Jackass: Film | Daveigh Chase – Kruh - Willem Dafoe – Spider-Man - Daniel Day-Lewis – Gangy New Yorku - Colin Farrell – Daredevil - Mike Myers – Austin Powers –Goldmember                                                                           |
| Nejlepší komediální výkon | Nejlepší polibek |
| Mike Myers – Austin Powers – Goldmember - Will Ferrell – Mládí v trapu - Cedric the Entertainer – Holičství - Johnny Knoxville – Jackass: Film - Adam Sandler – Mr. Deeds – Náhodný milionář | Tobey Maguire a Kirsten Dunst – Spider-Man - Ben Affleck a Jennifer Garnerová – Daredevil - Nick Cannon a Zoe Saldana – Rozjeď to! - Leonardo DiCaprio a Cameron Diaz – Gangy New Yorku - Adam Sandler a Emily Watson – Opilí láskou |
| Nejlepší virtuální výkon | Nejlepší trans-atlantic výkon |
| Glum – Pán prstenů: Dvě věže - Scooby-Doo – Scooby-Doo - Klokan Jack – Klokan Jack - Dobby – Harry Potter a Tajemná komnata - Yoda – Star Wars: Epizoda II – Klony útočí | Colin Farrell – Telefonní budka - Orlando Bloom – Pán prstenů: Dvě věže - Keira Knightley – Blafuj jako Beckham - Jude Law – Road To Perdition - Rosamund Pike – Dnes neumírej                                                       |
| Nejlepší akční scéna | Nejlepší cameo |
| Souboj – Pán prstenů: Dvě věže - Kolize na dálnici – Nezvratný osud 2 - Útěk – Minority Report - Souboj v aréně – Star Wars: Epizoda II – Klony útočí | Yoda vs. Christopher Lee – Star Wars: Epizoda II – Klony útočí - Jet Li vs. bojovníci – Od kolébky do hrobu - Johnny Knoxville vs. Butterbean – Jackass: Film - Fann Wong vs. ochranka paláce – Rytíři ze Šanghaje                   |